# Else Breuning
Else Breuning (* 22. April 1905 in Göppingen; † 30. August 1999 in Tübingen) war eine der ersten evangelischen Theologinnen in Württemberg.

## Leben und Wirken
Else Breuning studierte in Berlin und Tübingen evangelische Theologie. Sie legte 1929 in Tübingen ihre Erste Theologische Dienstprüfung ab. Während ihrer Examenspredigt waren keine Männer als Zuhörer erlaubt, nur die Prüfer. Selbst ihr Vater musste draußen bleiben.
Frauen waren damals als Pfarrerinnen noch lange nicht zugelassen und die württembergische Landeskirche legte den ersten studierten Theologinnen viele Steine in den Weg. So wurde Else Breuning nach ihrem Studium nicht als Pfarrerin angestellt, sondern zunächst nur als Höher geprüfte kirchliche Religionshilfslehrerin und später als Pfarrgehilfin. Als solche arbeitete sie von 1929 bis 1932 in Ulm und war damit zusammen mit Renate Ludwig die erste von der Württembergischen Landeskirche angestellte Frau. 1933 legte sie ihre Zweite Theologische Dienstprüfung ab.
Seit 1930 war sie Mitglied im Verband Evangelischer Theologinnen.
Ihr Vater, der Rechtsanwalt war, hatte Else Breuning immer in ihrem Studien- und Berufswunsch unterstützt. Als sie nun bei der Württembergischen Landeskirche angestellt wurde, protestierte er juristisch gegen die geringe Entlohnung, die deutlicher niedriger war als die der Männer. Er unterstützte die ersten Theologinnen juristisch auch in ihrem Kampf um die Zulassung zur Zweiten Dienstprüfung und um ein festes Angestelltenverhältnis bei der Landeskirche.
1937 wurde Else Breuning zusammen mit Elisabeth Mack und Frieda Sauter als „Vikarinnen“ eingesegnet.
Else Breuning wurde 1937 Leiterin der Diakonieschule, die zunächst ihren Sitz in Stuttgart hat, später in Ludwigsburg-Hoheneck. Diesen Posten behielt sie mit drei Jahren kriegsbedingter Unterbrechung bis 1950.
Während des Zweiten Weltkriegs waren viele Pfarrer eingezogen worden und nun durften die Theologinnen in einigen Gemeinden das volle Pfarramt ausüben. Else Breuning kam in die Gemeinde Ottmarsheim. Nach Kriegsende, als die männlichen Pfarrer wieder zurückkehrten, wurden die Frauen wieder aus dem Pfarramt verdrängt.
Else Breuning wurde 1949 vom Oberkirchenrat zur Vertrauensvikarin für die Theologinnen ernannt und setzte sich in dieser Funktion bis 1965 für die Rechte der Theologinnen ein.
Den württembergischen Theologinnenkonvent, dem sie seit 1929 angehörte, leitete sie 30 Jahre lang.
Aber noch 1949/50 musste sie im Auftrag des Oberkirchenrats den Theologiestudentinnen raten, ein Zweitstudium zu beginnen oder aber das Theologiestudium ganz abzubrechen, da sie nicht mit einer Anstellung durch die Württembergischen Landeskirche rechnen könnten. Aber persönlich empfahl sie den Frauen weiterzustudieren und für das Amt der Gemeindepfarrerin zu kämpfen.
Else Breuning konnte 1953 immerhin das Klinikpfarramt in Tübingen übernehmen, das sie bis 1968 innehatte.
1969 wurde dann das Gemeindepfarramt für Frauen auch in der Württembergischen Landeskirche eingeführt. Else Breuning durfte sich erst im Ruhestand Pfarrerin i. R. nennen.
Erst mit dem Kirchlichen Gesetz über das Dienstverhältnis der Pfarrer von 1977 wurden Frauen den Männern in der Württembergischen Landeskirche vollkommen gleichgestellt.

## Ehrungen
Im Stift Urach ist ein Zimmer nach ihr benannt.

## Werke
- Else Breuning: Wöchnerinnen. In: Wilhelm Pressel (Hrsg.): Vom Umgang mit Kranken. Stuttgart 1962, S. 135–140.